# زینب خاتون
زینب خاتون خانم همسر سردار محمد داوود و دختر محمد نادر شاه و خواهر محمدظاهر شاه بود.
زینب خاتون که از سال ۱۹۷۳ تا ۱۹۷۸ (۱۳۵۲ تا ۱۳۵۷) بانوی اول افغانستان بود
زینب خاتون در سال ۱۹۱۷ به دنیا آمد و در سال ۱۹۳۳ در سن شانزده سالگی با سردار محمد داوود خان، نخستین رئیس‌جمهوری افغانستان ازدواج کرد. زینب در ۷ ثور (اردیبهشت) ۱۳۵۷ (۲۷ آوریل ۱۹۷۸) به همراه دیگر اعضای خانواده داوود خان در ارگ ریاست جمهوری کشته‌شدند. مزاری صفا، پژوهشگر افغان که به فعالیت زنان در تاریخ افغانستان پرداخته می‌گوید که در اوایل حکومت داوود خان زنان با محدودیت‌هایی دچار بودند اما به تدریج نقش زنان در شاخه‌های مهم دولتی برجسته شد و زنان توانستند خود را در سمت‌های مهمی چون وزارت‌خانه‌ها و شورای ملی نامزدکنند. خانم صفا می‌گوید که در این دوره، بسیاری از زنان مشهور به عنوان وزیر و مشاور نیز فعالیت می‌کردند. سهمی در فعالیت‌های سیاسی و اجتماعی افغانستان نداشت.